# Friedrich Christian Klingelhöfer
Friedrich Christian Klingelhöfer (Battenberg, 15 de setembro de 1784 - Triunfo, 6 de novembro de 1838) foi um pastor luterano, colono e professor alemão, imigrado ao Rio Grande do Sul.
Filho de Ludwig Klingelhöfer e Carolina Frederica Schlechter. Terminou o curso de teologia e foi pastor luterano em Buchenau, na Alemanha entre 1809 e 1819, depois em Bobenhausen entre 1819 e 1825, ambas na região de Hessen. Contratado pelo Major Schäffer, emigrou em 1825, acompanhado da mulher e 4 filhos. Estabeleceu-se em Campo Bom onde recebeu um lote de terras e trabalhava como agricultor.
Substituiu o pastor Carl Leopold Voges, após sua transferência  para Três Forquilhas em outubro de 1826, passando a atender Campo Bom e arredores. Foi em Campo Bom, em 1827, que construiu a primeira igreja evangélica do sul do Brasil. Em 1829, quando a comunidade evangélica de Campo Bom separou-se da de São Leopoldo, Klingelhöfer foi seu primeiro eclesiasta.
Iniciada a Revolução Farroupilha, tomou o lado republicano por achar a revolução vantajosa para os luteranos, agenciou soldados entre os colonos, abandonando sua paróquia em 1836.
Em fins de 1838, tentando fugir do conflito e dar segurança para sua família, transferiu-se para Rio Pardo, cidade reduto dos rebeldes. Ao chegar perto da região de Arroio dos Ratos envolveu-se num confronto com tropas imperiais, sendo morto em combate. Seu filho, Georg Karl, também combateu com os farrapos, até 1844, quando, igualmente, morreu em combate, às margens do Rio Ibicuí.
Pastor Klingelhoffer ficou conhecido como o "Pastor Farrapo".